# 曹崇恩

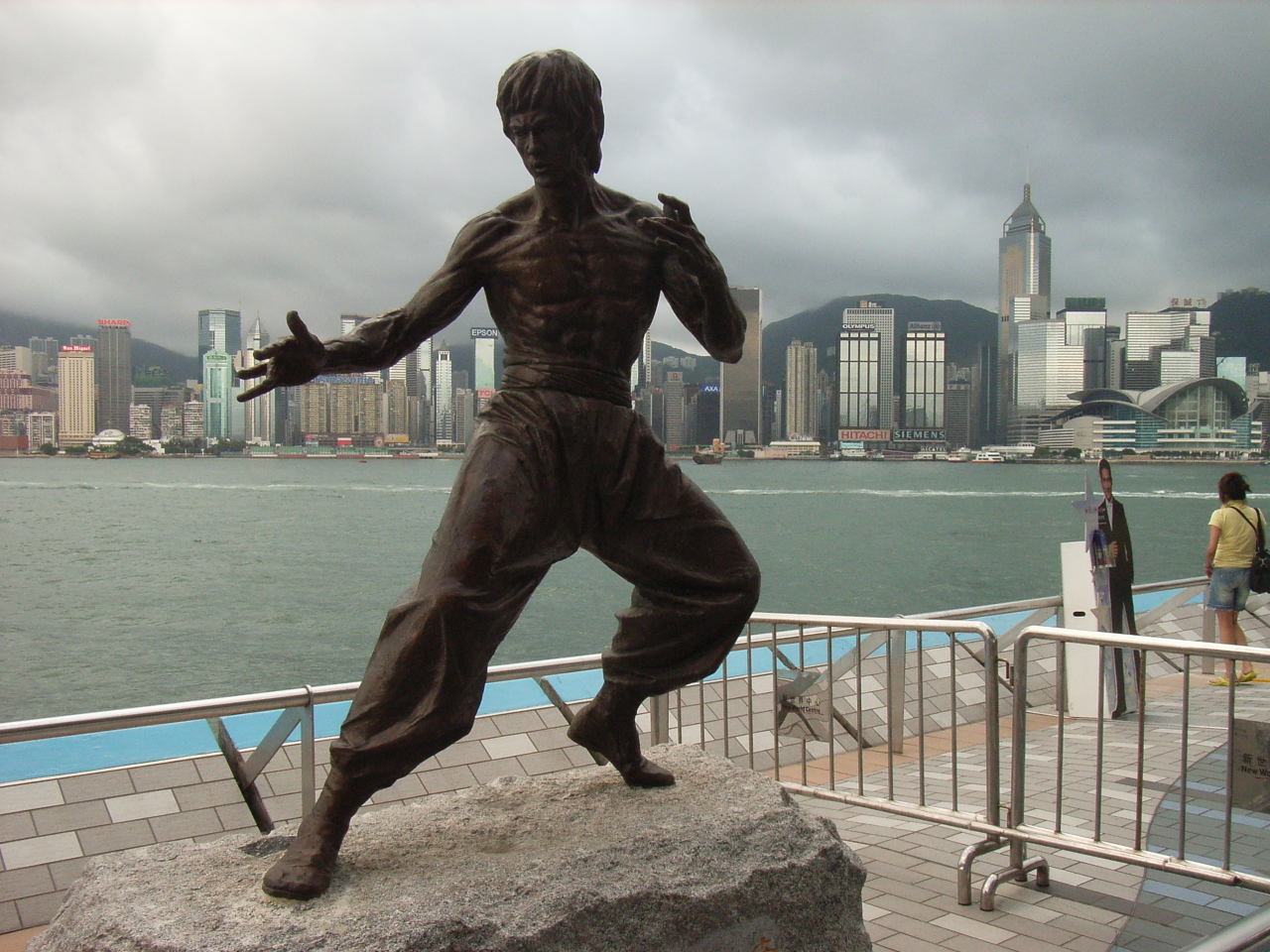
香港星光大道李小龍塑像是曹崇恩名作之一

曹崇恩（1933年—）是一位中国雕塑家。

## 生平
1933年出生在广东省靈山縣（今广西灵山县三隆镇），任教於廣州美術學院，工作室在廣州曹崇恩雕塑园。曹崇恩的作品多數是名人寫實紀念雕像，包括李小龍、鄧小平、鄺美雲、梅艳芳等人。
曹崇恩有三位女儿：曹小耘（1971年—2022年）、曹丹（1972年—）和曹斐（1978年—），三人都是活跃的艺术工作者。

## 外部參考
1. ↑  . 腾讯娱乐. 2014-07-16. （原始内容存档于2014-07-20）.

- 曹崇恩作品 - 李小龍巨像 （页面存档备份，存于）
- 曹崇恩美術顧問
- 曹崇恩作品《聽潮》
- 雕塑大師曹崇恩家鄉[永久]